# Peter W. Strader

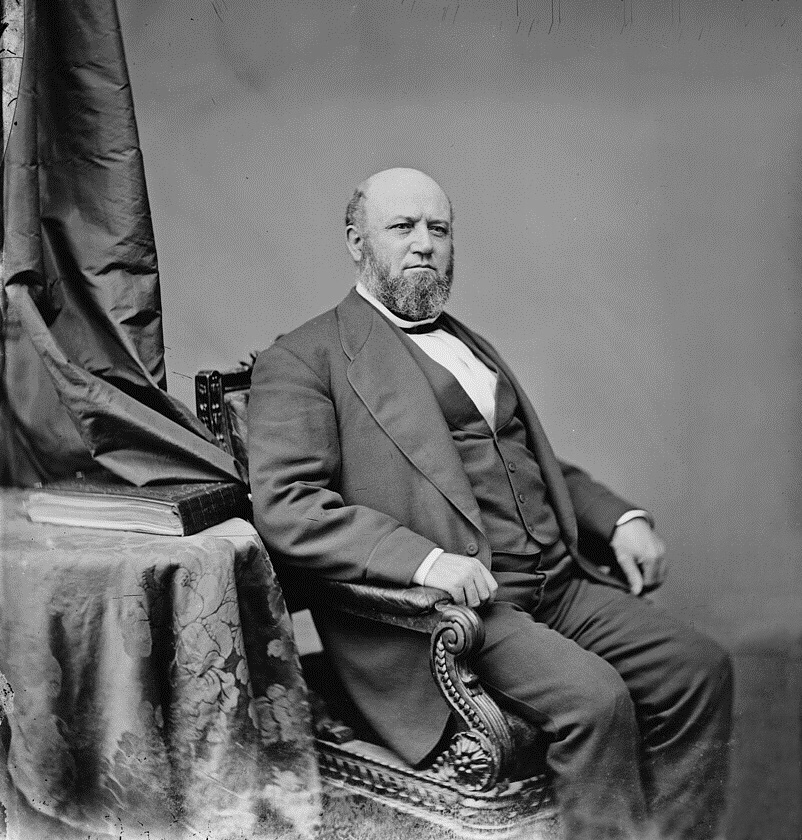
Peter W. Strader

Peter Wilson Strader (* 6. November 1818 in Shawnee, Warren County, New Jersey; † 25. Februar 1881 in Ashtabula, Ohio) war ein US-amerikanischer Politiker der Demokratischen Partei. Von 1869 bis 1871 war er Mitglied des Repräsentantenhauses der Vereinigten Staaten für den 1. Kongressdistrikt des Bundesstaates Ohio.

## Leben
Peter Wilson Strader wurde in Shawnee geboren. Kurz nach seiner Geburt zog er mit seinen Eltern nach Lebanon. Sie ließen sich dort nieder. Er besuchte dort die öffentlichen allgemeinbildenden Schulen. Nach seinem Schulabschluss war er u. a.  Jahre in einer Druckerei tätig. 1835 zog er nach Cincinnati um. Dort war er u. a. als Ingenieur tätig. 
Als Demokratischer Kandidat wurde er bei den Kongresswahlen 1868 als Nachfolger von Benjamin Eggleston ins US-Repräsentantenhaus gewählt. 1869 trat er sein Mandat an. Den 1. Distrikt von Ohio vertrat er bis 1871, bei den Kongresswahlen 1870 verlor er seinen Sitz an Aaron F. Perry. Nach seinem Ausscheiden aus dem Kongress zog er sich zurück. Er lebte bis zu seinem Tod 1881 in Ashtabula. Auf dem Spring Grove Cemetery in Cincinnati wurde er beigesetzt.